# 弗拉基米尔·科罗廖夫
弗拉基米尔·彼得罗维奇·科罗廖夫（俄语：Владимир Петрович Королёв，1930年10月16日—2020年2月11日），前苏联军事工程师。

## 生平
1930年生于莫斯科。1949年至1953年在莫斯科航空学院飞机发动机系学习。1953年应征入伍，1954年毕业于捷尔任斯基军事技术学院，加入国土防空军。1958年转入苏联国防部第四总局（防空军装备总局）工作。1982年获授少将军衔。1983年至1989年任副局长。1989年10月退役。2020年2月11日在莫斯科逝世，终年89岁。